# Eschbach (Breisgau-Felső-Feketeerdei járás)
Eschbach település Németországban, azon belül Baden-Württembergben. Lakosainak száma 2504 fő (2023. december 31.).

## Népesség
A település népessége az elmúlt években az alábbi módon változott:
| Lakosok száma | 863  | 933  | 1484 | 1643 | 1378 | 1652 | 2064 | 2295 | 2368 | 2504 |
|               | 1961 | 1967 | 1974 | 1980 | 1987 | 1993 | 2000 | 2006 | 2013 | 2023 |